# Le Roy le veult
Le Roy le veult (« Le Roi le veut ») ou La Reyne le veult (en français moderne « La Reine le veut ») est une phrase en anglo-normand utilisée au parlement du Royaume-Uni pour signifier qu'une proposition de loi a reçu la sanction royale du souverain. C'est un reliquat d'une période précédant 1488, lorsque les affaires parlementaires et judiciaires étaient conduites en français (Law French), langue des classes éduquées, à la suite de la conquête normande de 1066. C'est l'une des quelques expressions en anglo-normand encore utilisée de nos jours dans les procédures parlementaires britanniques.

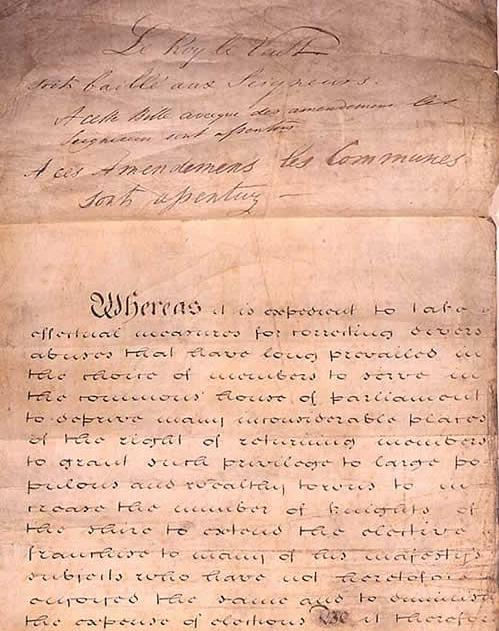
Début du parchemin du Reform Act 1832, avec la note du clerc de l'assentiment royal de Guillaume IV écrite au dessus de la loi, qui se lit : Le Roy le Veult soit baillé aux Seigneurs. A cette Bille avecque des amendemens les Seigneurs sont assentuz. A ces Amendemens les Communes sont assentuz.

Des variations traduites en anglais ou en français moderne sont également utilisées pour la cérémonie de sanction royale au Parlement du Canada. Dans ce cas, l'anglo-normand n'est pas utilisé.

## Usage
Cette expression est utilisée pour signifier que le monarque a rendu son assentiment royal à une proposition de loi dans l'optique de la promulguer. Elle est prononcée par le greffier des Parlements (Clerk of the Parliaments) à la Chambre des lords. Elle est prononcée après que le lord chancelier, accompagné par les lords commissaires, ait lu les lettres patentes pour la proposition de loi. Le greffier de la Couronne (en) (Clerk of the Crown) lit alors le titre court de la proposition de loi et le greffier des Parlements lui répond en prononçant la phrase en direction de la Chambre des communes, convoquée à la Chambre des lords, pour chaque proposition de loi,. La phrase est également inscrite sur le texte de la proposition de loi pour confirmer que le monarque donne son assentiment à la proposition.
Si la sanction royale est refusée, l'expression « Le Roy (ou La Reyne) s'avisera », une paraphrase de l'euphémisme en latin « Regina (Rex) consideret », sera utilisée, même si aucun monarque britannique n'a refusé son assentiment royal depuis le rejet par la reine Anne de la Scottish Militia Bill (en) en 1708.
Pour une proposition de loi liée au budget (supply ou money bill), une expression alternative est utilisée « Le Roy (ou La Reyne) remercie ses bons sujets, accepte leur benevolence, et ainsi le veult ». Pour une proposition de loi d'initiative non-gouvernementale (private bill), c'est la phrase « Soit fait comme il est désiré » qui est préférée.

## Histoire
La pratique de la sanction (ou assentiment) royale tire son origine des premiers jours du Parlement afin de signifier que le roi entendait promulguer une proposition au statut de loi,. Le normand est alors la langue utilisée par les classes éduquées et le système judiciaire, bien que le latin soit encore utilisé en parallèle. Les travaux du Parlement d'Angleterre sont conduits entièrement en français jusqu'à la dernière partie du règne d'Édouard III (1327-1377) et l'anglais n'est que rarement utilisé avant le règne d'Henri VI (1422–1461, puis 1470–1471). La sanction royale est quelques fois donnée en anglais, mais plus généralement en français. La pratique de consigner les statuts parlementaires en français ou en latin cesse en 1488 et sont depuis publiés en anglais.
L'expression « Le Roy le veult » est également utilisée par le Parlement d'Irlande (XIIIe siècle - 1800).
Lors de la période du Protectorate, lorsque le lord Protecteur Oliver Cromwell puis son fils Richard gouvernent le pays, la sanction est donnée en anglais. L'ancienne pratique est rétablie après la Restauration anglaise en 1660 et continue depuis. En 1706, la Chambre des lords passe une proposition de loi pour « abolir l'usage de la langue française dans toutes les procédures au Parlement et dans les cours de justice », mais elle échoue à passer la Chambre des communes. Bien que l'usage du français ait finalement été aboli dans les cours de justice en 1731, la pratique parlementaire n'est pas affectée.